# Dasiphora spectabilis
Dasiphora spectabilis är en rosväxtart som först beskrevs av Businsk, Yacute, Soják, och fick sitt nu gällande namn av Businsk, Yacute, Soják. Dasiphora spectabilis ingår i släktet tokar, och familjen rosväxter. Inga underarter finns listade i Catalogue of Life.